# 2020년 하계 올림픽 양궁
2020년 하계 올림픽 양궁(일본어: 2020年オリンピックのアーチェリー)은 2020년 하계 올림픽의 정식 종목으로 진행된 양궁 경기로 일본 도쿄 유메노시마공원에서 2021년 7월 23일부터 31일까지 열렸다. 남녀 2종목, 혼성 1종목으로 총 5개 종목으로 치러졌다.

## 예선
2020년 하계 올림픽의 양궁 종목에는 남녀 64명으로 총 128명의 선수가 출전한다. 올림픽 출전 선발기준은 지난 2018년 3월 세계양궁연맹이 발표하였다.
각 국가가 내보낼 수 있는 선수 인원은 성별당 3명씩, 최대 6명까지 가능하다. 남녀 단체전 출전권을 부여받은 경우 각 단체전마다 3인 구성팀을 내보내게 되며, 이들 선수들은 개인전에서도 각각 출전할 수 있다. 남녀 단체전에는 각각 12개 팀이 출전하므로, 출전권을 부여받는 선수는 총 36명이 된다. 개인전의 경우 각 국가당 돌아가는 출전권은 최대 1명이다.
개최국 일본은 6명 출전권을 자동으로 부여받으며, 이밖에 IOC/연맹/NOC 대표가 참여하는 3자 위원회의 초청에 따라 4명의 출전권이 분배된다. 나머지 118명의 출전권은 예선 절차를 통해 분배되며, 각 선수들은 소속 국가별로 할당된 출전권 수에 따라 출전자격을 부여받게 된다.
혼성 종목의 경우 이번 대회에서 처음 도입된 만큼 예선 절차는 따로 이뤄지지 않는다. 이 때문에 혼성 단체전은 대회 첫날 치러지는 순위전에 따라 출전권이 부여된다. 남녀별 종목 출전권을 각각 한개씩 부여받은 국가는 자동으로 혼성단체전 순위전에 출전할 자격을 갖추며, 순위전의 결과를 종합해 상위 16개 국가가 혼성단체전 본선에 진출하게 된다.

## 대회 진행
이번 대회의 양궁 종목은 남자 개인전, 여자 개인전, 남자 단체전, 여자 단체전, 혼성 단체전의 5개 세부종목으로 나뉘며 총 128명의 선수가 출전한다. 혼성 단체전은 이번 대회에서 처음 도입된 종목이다.
5개 경기 모두 리커브보우 방식으로 치러지며, 70m 거리 경기장에서 세계양궁연맹의 경기 규칙에 따라 진행된다. 남녀 개인전 경기는 각각 64명 선수 전원이 참가하는 순위전으로 시작될 전망이며, 한사람당 72발을 쏴 1위부터 64위까지 점수를 집계하게 된다. 남녀 단체전의 경우에도 각 팀당 종합스코어를 집계해 1위부터 12위까지 매기는 순위전으로 진행된다. 혼성 단체전은 남녀 종목 출전권을 모두 갖춘 국가 중에서, 남녀종목 순위전에서 각각의 최고점수를 모두 합산해 16위 이내에 들면 출전권을 부여하는 방식이며, 결과적으로 총 16개 국가가 출전하게 된다.
각 경기는 준결승전 탈락자만 따로 출전하는 동메달 결정전을 제외하면 모두 일반 토너먼트전으로 진행될 예정이다.

### 개인 종목
개인종목은 첫 라운드인 64강전에서 참가선수 64명 전원이 경기에 나선다. 순위전의 결과에 따라 추첨이 진행되므로 1번째 시드에 배치된 선수는 64번째 시드와 경기를 치른다. 각 경기는 올림픽 라운드 규정에 따라 점수를 매기며, 선수당 기회는 다섯 세트에 한 세트에 3발을 쏜다. 각 세트의 승자에게 2점이 부여되고 우열을 가리는 것인데 만약 동점을 기록한 세트라면 두 선수 모두 1점씩 부여받는다. 다섯번째 세트에서도 5-5 타이를 이룬다면 한발씩 돌아가며 쏘게 되며, 과녁판 정가운데에 가장 가까운 화살을 쏜 선수가 승리한다.

### 남녀 단체 종목
단체종목에서는 순위전의 상위 4개팀이 8강에 자동 진출한다. 나머지 4팀 자리는 순위전의 5~12위에 해당되는 8팀이 경쟁전을 치러 진출여부를 가린다. 개인종목과 마찬가지로 올림픽 라운드 세트체계를 따른다.

## 일정
모든 시간은 일본 표준시 (UTC+9)를 따르며, 한국 시각과 동일하다.
| 대회  | 날짜                   | 시작  | 종료  | 종목        | 경기        |
| ----- | ---------------------- | ----- | ----- | ----------- | ----------- |
| 0일차 | 2021년 7월 23일 금요일 | 9:00  | 11:00 | 여자 개인전 | 순위전      |
| 0일차 | 2021년 7월 23일 금요일 | 13:00 | 15:00 | 남자 개인전 | 순위전      |
| 1일차 | 2021년 7월 24일 토요일 | 9:30  | 12:05 | 혼성 단체전 | 16강전      |
| 1일차 | 2021년 7월 24일 토요일 | 14:15 | 17:25 | 혼성 단체전 | 본선/결승전 |
| 2일차 | 2021년 7월 25일 일요일 | 9:30  | 11:05 | 여자 단체전 | 16강전      |
| 2일차 | 2021년 7월 25일 일요일 | 13:45 | 17:25 | 여자 단체전 | 본선/결승전 |
| 3일차 | 2021년 7월 26일 월요일 | 9:30  | 11:05 | 남자 단체전 | 16강전      |
| 3일차 | 2021년 7월 26일 월요일 | 13:45 | 17:25 | 남자 단체전 | 본선/결승전 |
| 4일차 | 2021년 7월 27일 화요일 | 9:30  | 13:25 | 남자 개인전 | 64/32강전   |
| 4일차 | 2021년 7월 27일 화요일 | 9:30  | 13:25 | 여자 개인전 | 64/32강전   |
| 4일차 | 2021년 7월 27일 화요일 | 16:00 | 19:55 | 남자 개인전 | 64/32강전   |
| 4일차 | 2021년 7월 27일 화요일 | 16:00 | 19:55 | 여자 개인전 | 64/32강전   |
| 5일차 | 2021년 7월 28일 수요일 | 9:30  | 13:25 | 남자 개인전 | 64/32강전   |
| 5일차 | 2021년 7월 28일 수요일 | 9:30  | 13:25 | 여자 개인전 | 64/32강전   |
| 5일차 | 2021년 7월 28일 수요일 | 16:00 | 18:40 | 남자 개인전 | 64/32강전   |
| 5일차 | 2021년 7월 28일 수요일 | 16:00 | 18:40 | 여자 개인전 | 64/32강전   |
| 6일차 | 2021년 7월 29일 목요일 | 9:30  | 13:25 | 남자 개인전 | 64/32강전   |
| 6일차 | 2021년 7월 29일 목요일 | 9:30  | 13:25 | 여자 개인전 | 64/32강전   |
| 6일차 | 2021년 7월 29일 목요일 | 16:00 | 18:40 | 남자 개인전 | 64/32강전   |
| 6일차 | 2021년 7월 29일 목요일 | 16:00 | 18:40 | 여자 개인전 | 64/32강전   |
| 7일차 | 2021년 7월 30일 금요일 | 9:30  | 11:15 | 여자 개인전 | 16강전      |
| 7일차 | 2021년 7월 30일 금요일 | 14:45 | 17:20 | 여자 개인전 | 본선/결승전 |
| 8일차 | 2021년 7월 31일 토요일 | 9:30  | 11:15 | 남자 개인전 | 16강전      |
| 8일차 | 2021년 7월 31일 토요일 | 14:45 | 17:20 | 남자 개인전 | 본선/결승전 |

## 참가국
지난 대회인 2016년 하계 올림픽의 경우 총 56개국 출신 선수가 참가하였으며 이번 대회도 엇비슷한 수준일 것으로 전망된다. 올림픽 예선전은 2019년 세계 양궁 선수권 대회와 대륙별 대회, 최종 예선토너먼트를 통해 치러졌다.
- 오스트레일리아 (3)
- 방글라데시 (1)
- 벨라루스 (3)
- 부탄 (1)
- 브라질 (2)
- 캐나다 (2)
- 차드 (1)
- 칠레 (1)
- 중화인민공화국 (6)
- 콜롬비아 (2)
- 덴마크 (1)
- 에콰도르 (1)
- 이집트 (2)
- 피지 (1)
- 프랑스 (4)
- 독일 (4)
- 영국 (6)
- 인도 (4)
- 인도네시아 (4)
- 이란 (1)
- 이탈리아 (2)
- 코트디부아르 (1)
- 일본 (6)
- 카자흐스탄 (3)
- 말레이시아 (1)
- 멕시코 (2)
- 몰도바 (1)
- 몽골 (1)
- 네덜란드 (4)
- 뉴질랜드 (1)
- 러시아 올림픽 위원회 (3)
- 슬로바키아 (1)
- 슬로베니아 (1)
- 대한민국 (6)
- 스페인 (2)
- 스웨덴 (1)
- 중화 타이베이 (6)
- 튀니지 (2)
- 튀르키예 (2)
- 우크라이나 (3)
- 미국 (4)
- 베트남 (2)

## 메달리스트

### 순위
| 순위 | 국가                 | 금메달       | 은메달 | 동메달 | 합계 |    |
| ---- | -------------------- | ------------ | ------ | ------ | ---- | -- |
| 1    | 대한민국             | 4            | 0      | 0      | 4    |    |
| 2    | 튀르키예             | 1            | 0      | 0      | 1    |    |
| 3    | 러시아 올림픽 위원회 | 0            | 2      | 0      | 2    |    |
| 4    | 이탈리아             | 0            | 1      | 1      | 2    |    |
| 5    | 네덜란드             | 0            | 1      | 0      | 1    |    |
| 5    | 중화 타이베이        | 0            | 1      | 0      | 1    |    |
| 7    | 일본                 | 0            | 0      | 2      | 2    |    |
| 8    | 멕시코               | 0            | 0      | 1      | 1    |    |
| 8    | 독일                 | 0            | 0      | 1      | 1    |    |
| 8    | 합계 (9개국)         | 합계 (9개국) | 5      | 5      | 5    | 12 |

### 메달리스트
| 종목             | 금                                        | 은                                                                                   | 동                                                         |
| ---------------- | ----------------------------------------- | ------------------------------------------------------------------------------------ | ---------------------------------------------------------- |
| 남자 개인 자세히 | 메테 가조즈 · 튀르키예                    | 마우로 네스폴리 · 이탈리아                                                           | 후루카와 다카하루 · 일본                                   |
| 여자 개인 자세히 | 안산 · 대한민국                           | 옐레나 오시포바 · 러시아 올림픽 위원회                                               | 루칠라 보아리 · 이탈리아                                   |
| 남자 단체 자세히 | 대한민국 (KOR) · 김우진 · 김제덕 · 오진혁 | 중화 타이베이 (TPE) · 덩위청 · 탕즈쥔 · 웨이쥔항                                     | 일본 (JPN) · 후루카와 다카하루 · 가와타 유키 · 무토 히로키 |
| 여자 단체 자세히 | 대한민국 (KOR) · 안산 · 강채영 · 장민희   | 러시아 올림픽 위원회 (ROC) · 스베틀라나 곰보예바 · 크세니야 페로바 · 옐레나 오시포바 | 독일 (GER) · 미셸 크로펜 · 샤를린 슈바르츠 · 리자 운루     |
| 혼성 단체 자세히 | 대한민국 (KOR) · 김제덕 · 안산            | 네덜란드 (NED) · 스테버 베일러르 · 가브리엘라 슬루서르                               | 멕시코 (MEX) · 루이스 알바레스 · 알레한드라 발렌시아       |

## 같이 보기
- 2016년 하계 올림픽 양궁
- 2018년 아시안 게임 양궁
- 2019년 세계 양궁 선수권 대회
- 올림픽 양궁